# Northern Lights (Renaissance)
Northern Lights is een lied geschreven door Michael Dunford en Betty Thatcher-Newsinger voor de muziekgroep Renaissance.

## Lied
Het melodieuze nummer leek in eerste instantie te verwijzen naar het Noorderlicht. De fans konden echter de koppeling niet maken naar de liedtekst, die vooral op een liefdesverklaring wees ("they guide me back to you"). Pas in de 21e eeuw bood zangeres Annie Haslam de oplossing. Het is niet het noorderlicht waar het over gaat, maar de kleurschakeringen binnen het noordse licht. Ze werd geboren in Bolton, Noord-Engeland. De liefde die ze tijdens tournees moest missen, was die van Roy Wood. Beide zaken kwamen naar voren in haar gesprekjes met tekstschrijfster Betty Thatcher-Newsinger. Haslam bevestigde het (nog maar een keer) in de bijlage van een heruitgave van het album waarop Northen Lights werd uitgebracht: A Song for All Seasons in 2019. Daarbij verklaarde ze tevens dat ze het “echte” poollicht nog nooit had aanschouwd.

## Single
Northern Lights werd in een verkorte versie (3:29 op single; 4:06 op elpee)  in de zomer van 1978 op single (catalogusnummer K17177) uitgebracht. Op de B-kant werd Opening Out (albumopener) geperst. Het werd het enige nummer waarmee Renaissance de Britse hitparade (top 50) wist te bereiken. Het stond aldaar elf weken genoteerd en haalde de tiende plaats. Dit tot grote verbazing van de band, die zelf meer bekendheid had in de Verenigde Staten. Bovendien vonden de leden van Renaissance het lied atypisch voor hun, maar Warner Bros wilde nu eenmaal een single. Renaissance mocht ineens optreden in shows waar ze als albumband nimmer voor gevraagd waren, zoals Top of the Pops dat hen drie keer uitnodigde. In de eerste daarvan 13 juli 1978 troffen ze onder de andere artiesten Suzi Quatro, Boomtown Rats en Vader Abraham met 't Smurfenlied aan.